# Laniscourt
Laniscourt település Franciaországban, Aisne megyében. Lakosainak száma 213 fő (2022. január 1.). Laniscourt Clacy-et-Thierret, Molinchart, Mons-en-Laonnois, Montbavin és Cessières-Suzy községekkel határos.

## Népesség
A település népességének változása:
| Lakosok száma | 117  | 135  | 172  | 183  | 171  | 174  | 182  | 199  | 208  | 213  |
|               | 1968 | 1982 | 1990 | 2006 | 2013 | 2015 | 2017 | 2019 | 2020 | 2022 |